# Atletika na Letních olympijských hrách 1960 – 200 metrů muži
 Běh na 200 metrů mužů na Letních olympijských hrách 1960 se uskutečnil ve dnech 2. září až 3. září v Římě. 

## Výsledky finálového běhu
| *                | jméno          | země                   | čas  |
| ---------------- | -------------- | ---------------------- | ---- |
| Zlatá medaile    | Livio Berrutti | Itálie                 | 20,5 |
| Stříbrná medaile | Les Carney     | Spojené státy americké | 20,6 |
| Bronzová medaile | Abdoulaye Seye | Francie                | 20,7 |
| 4                | Marian Foik    | Polsko                 | 20,8 |
| 5                | Stone Johnson  | Spojené státy americké | 20,8 |
| 6                | Ray Norton     | Spojené státy americké | 20,9 |